# Jo Aleh
Jo Aleh est une skipper néo-zélandaise née le 15 mai 1986 à Auckland.

## Carrière
Aux Jeux olympiques d'été de 2012, Jo Aleh remporte la médaille d'or en 470 avec Olivia Powrie.
Elle est médaillée d'argent en 470 avec Olivia Powrie aux  Jeux olympiques d'été de 2016.
Elle est nommée porte-drapeau de la délégation néo-zélandaise aux Jeux olympiques d'été de 2024 à Paris aux côtés du coureur cycliste Aaron Gate.